# 多夫亨凱 (德沃里奇納市鎮)
49°53′22″N 37°37′52″E / 49.88944°N 37.63111°E
多夫亨凯（烏克蘭語：Довгеньке）是位於烏克蘭東部的村莊，由哈爾科夫州庫皮揚斯克區的德沃里奇纳市镇負責管轄。該村始建於1760年，面積0.02平方公里，海拔高度159米，2001年人口2，人口密度每平方公里111.1人。